# 汪浩 (1965年)
汪浩（1965年4月23日—），出生於上海市，英國公民，前投資銀行家、作家，目前與妻子蔡珠兒定居於臺北市。
1988年畢業於北京大學法律系，後於英國牛津大學聖安東尼學院取得國際關係博士，期間結識台灣歷史學家黃克武。畢業後在香港擔任投資銀行家，期间尝试自行设立投资基金，业绩不佳，2015年起定居臺北市。他主要的研究領域包括聯合國大會2758號決議、兩岸關係及與美國、英國關係等議題，並且積極查找收藏在各處的政府檔案。

## 主持作品

### 電視節目
| 時間           | 頻道                      | 節目         | 備註               |
| -------------- | ------------------------- | ------------ | ------------------ |
| 2021年5月2日－ | 華視主頻 → 華視新聞資訊台 | 《三國演議》 | 與矢板明夫共同主持 |

## 著作
- 《冷戰中的兩面派：英國的臺灣政策1949-1958》（台北：有鹿文化，2014）ISBN 978-9-8662-8172-3
- 《意外的國父：蔣介石、蔣經國、李登輝與現代臺灣》（台北：八旗文化，2017）ISBN 978-9-8655-2416-6
- 《借殼上市：蔣介石與中華民國臺灣的形塑》（台北：八旗文化，2020）ISBN 978-9-8655-2415-9
- 《臺灣為什麼重要? ──汪浩政論集》（台北：八旗文化，2021）ISBN 978-9-8655-2475-3

## 個人言論
- 2022年7月19日，第13屆臺北上海城市論壇舉辦，但中國人民解放軍軍機不斷進入中華民國防空識別區引臺北市議員不滿。汪浩當日於社群媒體發言批評，論壇搞了十幾年「完全淪落為國台辦的統戰活動」，建議台北應該辦「民主首都國際峰會」，邀請日本東京、韓國首爾、捷克布拉格、立陶宛維爾紐斯、烏克蘭基輔、波蘭華沙、美國華盛頓等首都市長交流首都治理經驗。[4]

- 2022年10月23日，作家顏擇雅援引中央通訊社媒體人朱建陵的文章指出，汪浩早前預測中國共產黨第二十屆中央政治局常委會委員除了排位順序，完全命中。美國華爾街日報未預測到蔡奇，而汪浩精準命中[5]。

## 外部連結
- 汪浩的Facebook專頁